# Roscoe Ates
Roscoe Ates est un acteur américain, né le 20 janvier 1895 à Grange (Mississippi) et mort d'un cancer du poumon le 1er mars 1962 à Hollywood (Californie).

## Biographie
Acteur américain principalement connu pour son bégaiement, un défaut d'élocution qu'il entretenait malgré le fait qu'il avait réussi à contrer ce désagrément du langage dès l'âge de 18 ans. Roscoe Ates sera de la distribution de films comme Alice in Wonderland, Riders of the Guns Hills ou Gone with the Wind avant d'effectuer son service militaire au sein des Forces de l'Armée de l'Air des États-Unis lors de la Seconde Guerre mondiale, en plus de se produire en Europe dans différents spectacles comiques afin de divertir les soldats en poste sur le territoire européen. Revenu en Amérique, il poursuivit sa carrière d'acteur jusqu'en 1962, année où il tourna avec Jerry Lewis dans The Errand Boy.
Il fut l'époux de Clara Callahan, puis de Leonore Belle Jumps (1949-1955), enfin de Beatrice Heisser (1960-1962).

## Filmographie partielle
- 1930 : Pension de famille (Caught Short) de Charles Reisner
- 1930 : Billy the Kid de King Vidor
- 1931 : Reducing de Charles Reisner
- 1931 : Élection orageuse (Politics) de Charles Reisner
- 1931 : La Ruée vers l'Ouest (Cimarron) de Wesley Ruggles
- 1931 : Le Grand Amour (The Great Lover) de Harry Beaumont
- 1931 : The Big Shot de Ralph Murphy et Edward Sedgwick
- 1931 : Le Champion (The Champ) de King Vidor
- 1932 : La Monstrueuse Parade (Freaks) de Tod Browning
- 1932 : Hold 'Em Jail de Norman Taurog
- 1933 : The Past of Mary Holmes de Harlan Thompson et Slavko Vorkapich
- 1933 : Le Roi de la bière (What! No Beer?) d'Edward Sedgwick
- 1934 : Traqués (Woman in the Dark) de Phil Rosen
- 1937 : La Loi de la forêt (God's Country and the Woman) de William Keighley
- 1940 : La Roulotte rouge ou La Belle Écuyère (Chad Hanna) de Henry King
- 1942 : Madame et ses flirts (The Palm Beach Story) de Preston Sturges
- 1948 : Inner Sanctum, de Lew Landers
- 1953 : Those Redheads from Seattle de Lewis R. Foster
- 1955 : Deux Nigauds et les flics (Abbott and Costello Meet the Keystone Cop) de Charles Lamont
- 1956 : Celui qu'on n'attendait plus (Come Next Spring) de R. G. Springsteen
- 1957 : À deux pas de l'enfer (Short Cut to Hell) de James Cagney
- 1957 : Le Jugement des flèches (Run of the Arrow) de Samuel Fuller
- 1961 : Le Tombeur de ces dames (The Ladies Man) de Jerry Lewis